# Wales (Utah)

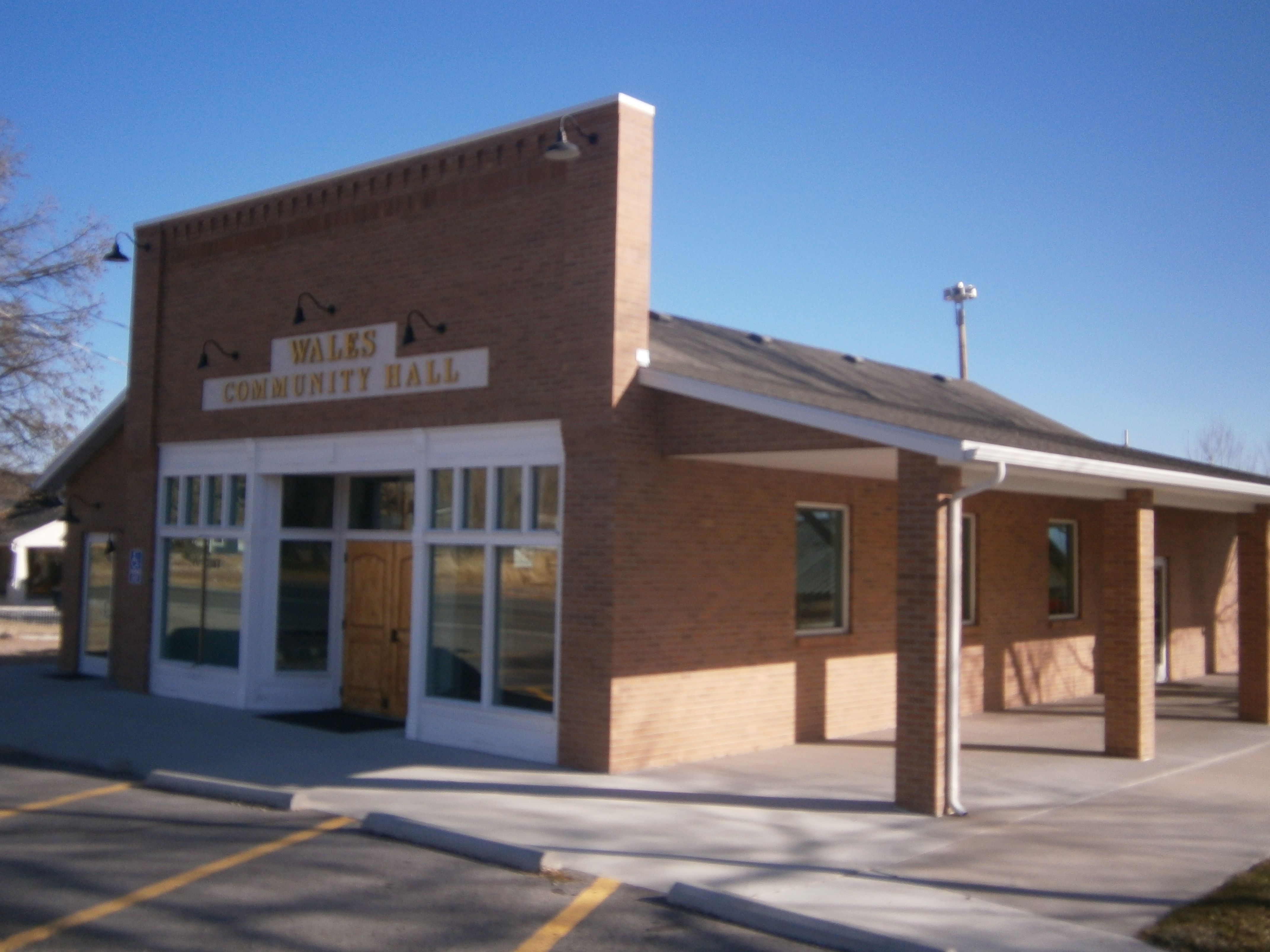
Salle communautaire de Wales

Pour l’article homonyme, voir Wales.
La ville de Wales est située dans le comté de Sanpete, dans l’Utah, aux États-Unis. Sa population s’élevait à 302 habitants lors du recensement de 2010, estimée à 355 habitants en 2016.

## Histoire
La localité a été fondée en 1859.

## Source
- (en) Cet article est partiellement ou en totalité issu de l’article de Wikipédia en anglais intitulé « Wales, Utah » (voir la liste des auteurs).